# برناديت كولين
برناديت كولين (بالإنجليزية: Bernadette Cullen)‏ هي مغنية أسترالية، ولدت في 30 ديسمبر 1949.

## وصلات خارجية
- برناديت كولين على موقع ميوزك برينز (الإنجليزية)
- برناديت كولين على موقع أول ميوزيك (الإنجليزية)
- برناديت كولين على موقع ديسكوغز (الإنجليزية)